# SA-5 (Apollo)
SA-5 war der erste Testflug einer Saturn I, die aus zwei funktionsfähigen Stufen und einem Nutzlastdummy bestand. Es war auch der erste im Rahmen des Apollo-Programms, der eine orbitale Flugbahn erreichte.

## Aufbau

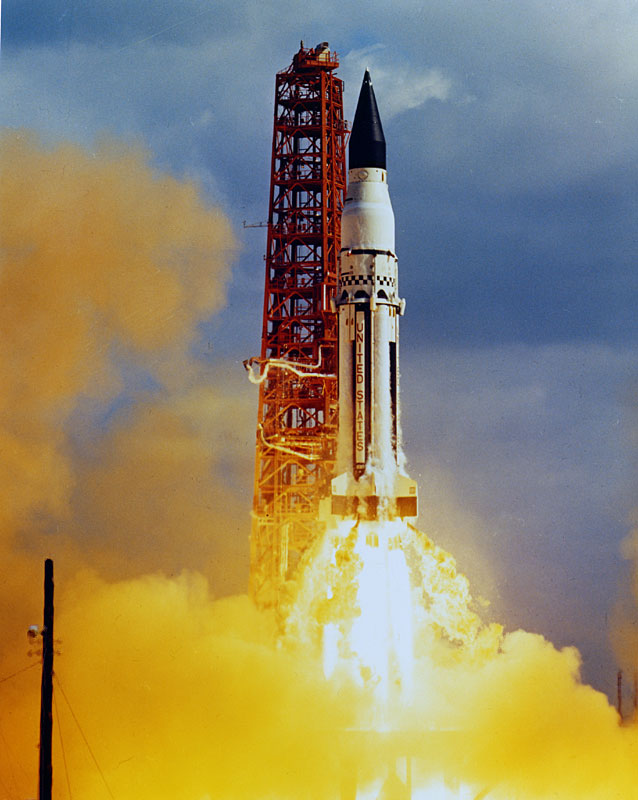
Start von SA-5

Aufgrund der Größe und Kraft der Saturn-Raketen beschloss die NASA, für jede einzelne Komponente der Rakete einen Testflug durchzuführen. Die SA-5 Mission sollte erstmals anstelle eines Dummys eine voll funktionsfähige zweite Stufe (S-IV) mitführen. Zum ersten Mal wurde die erste Stufe mit 340.000 kg Treibstoff vollständig betankt.

## Flugverlauf
Der erste Startversuch auf der Startrampe 37B der Cape Canaveral Air Force Station fand am 27. Januar 1964 statt. Der Countdown verlief zunächst planmäßig. Bei 93 % Füllstand des Tanks für den flüssigen Sauerstoff stellte die Kontrollmannschaft ein Leck fest, welches auf einen eingerissenen Flansch zurückzuführen war. Da ein Austausch nicht sofort möglich war, wurde der Starttermin um zwei Tage verschoben.
Der zweite Startversuch verlief reibungslos und die Rakete hob um 16:25 UTC ab. Die Messeinrichtungen der Telemetrie übertrugen 1183 Messdaten an die Bodenstation, während auf den ersten 1000 Metern alle Flugbewegungen vom Boden aus mit 13 Kameras genau beobachtet wurden. Auch die problemlose Stufentrennung wurde von acht Kameras an der Rakete aufgezeichnet, die sich danach selbstständig von ihr trennten, an Fallschirmen zurück zur Erde fielen und später aus dem Atlantik geborgen wurden.
Nach acht Minuten erreichte die zweite Stufe eine Umlaufbahn zwischen 264 km (Perigäum) und 760 km (Apogäum). Mit knapp 17 Tonnen war sie der schwerste künstliche Satellit jener Zeit. Sie hielt sich bis zum 30. April 1966 im Orbit.
Der Test bewies, dass die Saturn I komplett flugtauglich war und für die Testflüge mit einer Attrappe des Apollo-Raumschiffs eingesetzt werden konnte.